# Skärholmen

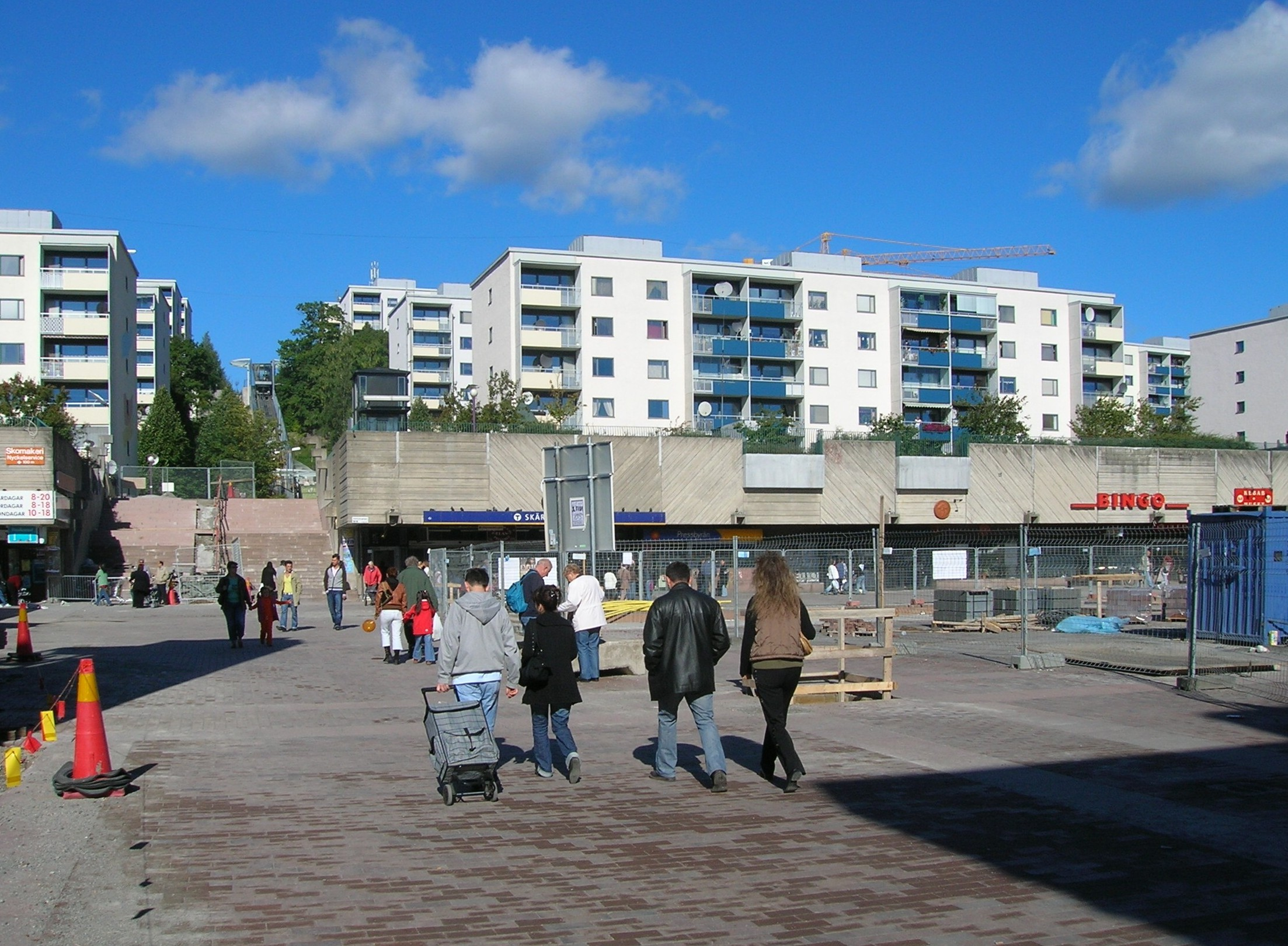
Skärholmen főtere

Skärholmen Stockholm egyik déli városrésze, Skärholmen kerület része. Határos az ugyanehhez a kerülethez tartozó Sätra és Vårberg városrészekkel, a Huddinge községhez tartozó Segeltorp, Kungens kurva és Vårby városrészekkel, valamint Ekerö községgel. A területe 189 hektár szárazföld és 4 hektár víz (a Mälaren-tóból). Stockholm központjától mért távolsága körülbelül 12,8 km.
2004. december 31-i adatok szerint a városrész lakosságának 41%-a bevándorló háttérrel rendelkezik, miáltal ez Stockholm egyik legmultikulturálisabb része.